# Волоичел (Мехединци)
Волоичел (рум. Voloicel) насеље је у Румунији у округу Мехединци у општини Волојак. Oпштина се налази на надморској висини од 212 m.

## Становништво
Према подацима из 2002. године у насељу је живело 105 становника, од којих су сви румунске националности.